# JUST A BEAT SHOW
『JUST A BEAT SHOW』（ジャスト・ア・ビート・ショー）は、1986年3月8日に渋谷屋根裏で開催されたライブを収録したオムニバス・アルバム。

## 概要
1986年5月にアナログ盤としてリリースされた。1986年から1987年にインディーズでわずか2000枚しか発売されなかった稀少盤であったが、1993年にCD化され再発された。また、2002年にも紙ジャケット・リマスタリング仕様で再発された。なお現在は廃盤となっている。ラインが2本、ノイズ、マイクが2本の4チャンネル録音であるため音質は良くない。
THE JUMPSのボーカル、島掬次郎の呼びかけで集まった4つのバンドの楽曲が収録されている。当初THE LONDON TIMES、THE BLUE HEARTS、THE JUMPSに加えホルモンズの4バンドで1985年12月にレコーディング・ライブは行われていたが、機材トラブルによりレコーディングに失敗していた。再度撮り直しをしようと計画していたところ、ホルモンズは解散してしまい、急遽レピッシュが参加した経緯がある。また、1曲目に当時無名に近かったレピッシュが選ばれたのは、収録曲の冒頭でボーカルのMAGUMIが「ジャ、ジャ、ジャスト、ア、ビート、ショー!」と叫んだためである。
THE BLUE HEARTSは当時ドラマーが不在であったため、ヘルプとして当時KENZI&THE TRIPSで叩いていた佐藤シンイチロウが参加していたが、偶然にも梶原徹也がこのライブでチケット切りをしていた。この直後、梶原はTHE BLUE HEARTSに加入することになる。

## 収録曲
1. 美代ちゃんのハッパ / LÄ-PPISCH
2. OLD O'CLOCK / LÄ-PPISCH
3. めがねの日本 / LÄ-PPISCH
4. 無気力な時代に生きている / THE LONDON TIMES
5. SUNSHINE GIRL / THE LONDON TIMES
6. MONDAY TO FRIDAY / THE LONDON TIMES
7. ハンマー (48億のブルース) / THE BLUE HEARTS
8. 人にやさしく / THE BLUE HEARTS
9. 未来は僕等の手の中 / THE BLUE HEARTS
10. NOTHIN' TO DO / THE JUMPS
11. JUMPIN' STRAY ROCKER / THE JUMPS
12. COOL NIGHT / THE JUMPS